# System semiprezydencki
System semiprezydencki (inaczej system półprezydencki lub parlamentarno-prezydencki) – system rządów, forma pośrednia między systemem parlamentarnym a prezydenckim, dzisiaj funkcjonująca m.in. we Francji. Za jego twórców uznaje się Charles’a de Gaulle’a i Georges’a Pompidou. Prezydent wybierany w wyborach powszechnych jest głową państwa. Określa kierunki polityki wewnętrznej i zagranicznej państwa, jest zwierzchnikiem sił zbrojnych. Powołuje i odwołuje on także premiera, a na jego wniosek powołuje ministrów. W systemie semiprezydenckim rząd i poszczególni jego członkowie ponoszą odpowiedzialność przed parlamentem. W niektórych sytuacjach prezydent może wydawać dekrety z mocą ustawy.
W systemie tym są trzy ośrodki władzy:
- parlament,
- rząd,
- prezydent.

Pośród państw, których systemy rządów spełniają kryteria systemu półprezydenckiego, obecnie znajdują się: Francja, Austria, Egipt, Finlandia, Gruzja, Irlandia, Islandia, Portugalia, Rumunia i Sri Lanka.
Polska posiada pewne cechy systemu semiprezydenckiego – m.in. powszechne wybory prezydenckie, prezydent zwierzchnikiem sił zbrojnych, prezydent powołuje i odwołuje premiera, odwołuje ministrów na wniosek premiera. Nie jest jednak całkowitym systemem semiprezydenckim m.in. Prezydent współdziała z Prezesem Rady Ministrów i właściwym ministrem w ramach polityki zagranicznej, nie określa kierunków polityki wewnętrznej. Mimo zwiększonej roli prezydenta nadal główny ciężar władzy wykonawczej spoczywa na rządzie, który odpowiada przed parlamentem. Polska jest tym systemem mieszanym (chociaż zgodnie z aktualnie obowiązującą Konstytucją RP Polska jest republiką parlamentarną).